# فلسطين في الكتاب المقدس
ورد ذكر فلسطين في الكتاب المقدس في عدة مواضع. يتألف الكتاب المقدس من قسمين هما العهد القديم، والعهد الجديد. ويستشهد مناصرو الصهيونية لأثبات أحقية اليهود في الأراضي الفلسطينية بقصة النبي إبراهيم أو إبرام كما أتى ذكره في التوراة، والذي وعده ربه وأبناءه وأحفاده من بني إسرائيل من بعده وفقًا للعهد القديم، بأرض ميعاد الرب.

## في العهد القديم
وردت كلمة "فلسطين" في العهد القديم أربع مرات في كُل من سفر الخروج وسفر إشعيا، بينما ذُكر "الفلسطينيين" وهم سُكان فلسطين 287 مرة في مواضع متفرقة من أسفار العهد القديم، منها ما ورد في سفر التكوين، وسفر الخروج، وسفر يشوع، وسفر القضاة، وسفر أخبار الأيام.

### في سفر التكوين
ورد ذكر الفلسطينيين في سفر التكوين، وهو أول أسفار العهد القديم، في عدة مواضع في سياق قصة النبي إبراهيم، وكانت لفظة فلسطين تُشير في الكتاب المقدس إلى أرض كنعان أو الأرض التي سكنها الكنعانيون، فذُكر الفلسطينيون، أي الكنعانيون، في الإصحاح الحادي والعشرين من سفر التكوين في موضعين على النحو التالي:
فقطعا ميثاقا في بئر سبع، ثم قام ابيمالك وفيكول رئيس جيشه ورجعا الى ارض الفلسطينيين.(الآية: 32)
وتغرب إبراهيم في أرض الفلسطينيين أياما كثيرة.(الآية: 34)

### في سفر الخروج
أتى ذكر أرض فلسطين في سفر الخروج في سياق قصة خروج النبي موسى مع بني إسرائيل من مصر هربًا من فرعون مصر، وهي الأرض التي وعدهم الله بالاستقرار بها بعدما ابتلع البحر جنود الفرعون الذين انطلقوا لملاحقة بني إسرائيل، فيقول الإصحاح الخامس عشر من سفر الخروج:
من مثلك بين الالهة يا رب.من مثلك معتزا في القداسة. مخوفا بالتسابيح.صانعا عجائب. 12 تمد يمينك فتبتلعهم الارض. 13 ترشد برافتك الشعب الذي فديته تهديه بقوتك الى مسكن قدسك. 14 يسمع الشعوب فيرتعدون.تاخذ الرعدة سكان فلسطين. 15 حينئذ يندهش امراء ادوم.اقوياء مواب تاخذهم الرجفة.يذوب جميع سكان كنعان. 16 تقع عليهم الهيبة والرعب.بعظمة ذراعك يصمتون كالحجر.حتى يعبر شعبك يا رب.حتى يعبر الشعب الذي اقتنيته. 17 تجيء بهم وتغرسهم في جبل ميراثك المكان الذي صنعته يا رب لسكنك.المقدس الذي هياته يداك يا رب. 18
يصف سفر الخروج أهل فلسطين من الكنعانيين بكونهم قوم من العماليق الذين حاربهم بنو إسرائيل وانتصروا عليهم بمعجزة.

### في سفر يشوع
ورد ذكر الفلسطينيين في موضعين فقط في سفر يشوع في العهد القديم على النحو التالي:
1 وشاخ يشوع. تقدم في الأيام. فقال له الرب أنت قد شخت. تقدمت في الأيام. وقد بقيت أرض كثيرة جدا للامتلاك. 2 هذه هي الأرض الباقية. كل دائرة الفلسطينيين وكل الجشوريين 3 من الشيحور الذي هو أمام مصر إلى تخم عقرون شمالا تحسب للكنعانيين أقطاب الفلسطينيين الخمسة الغزي والاشدودي والاشقلوني والجتي والعقروني والعويين. 4 من التيمن كل ارض الكنعانيين ومغارة التي للصيدونيين الى افيق الى تخم الاموريين. 5 وارض الجبليين وكل لبنان نحو شروق الشمس من بعل جاد تحت جبل حرمون إلى مدخل حماة. 6 جميع سكان الجبل من لبنان الى مسرفوت مايم جميع الصيدونيين.أنا أطردهم من امام بني إسرائيل.إنما أقسمها بالقرعة لإسرائيل ملكا كما أمرتك. 7 والآن أقسم هذه الأرض ملكا للتسعة الأسباط ونصف سبط منسى.

## في العهد الجديد
لم يرد ذكر فلسطين ولا مرة في العهد الجديد.

## المدن الفلسطينية في الكتاب المُقدس
ذُكرت بعض المُدن الفلسطينية في الكتاب المُقدس، ومنها:
- الخليل
- الزيب
- القدس
- اللد
- بئر السبع
- بيسان
- بيت شيمش
- بيت زور
- بيت إيل
- أريحا
- عكا